# Ilex pseudoodorata
Ilex pseudoodorata är en järneksväxtart som beskrevs av Ludwig Eduard Loesener. Ilex pseudoodorata ingår i släktet järnekar, och familjen järneksväxter. Inga underarter finns listade i Catalogue of Life.